# Dionysius Jean Kawak
Dionizy (imię świeckie Jean Kawak, ur. 3 maja 1965) – duchowny Syryjskiego Kościoła Ortodoksyjnego, od 1996 biskup wschodnich Stanów Zjednoczonych. Sakrę biskupią otrzymał 28 stycznia 1996.